# Martelange

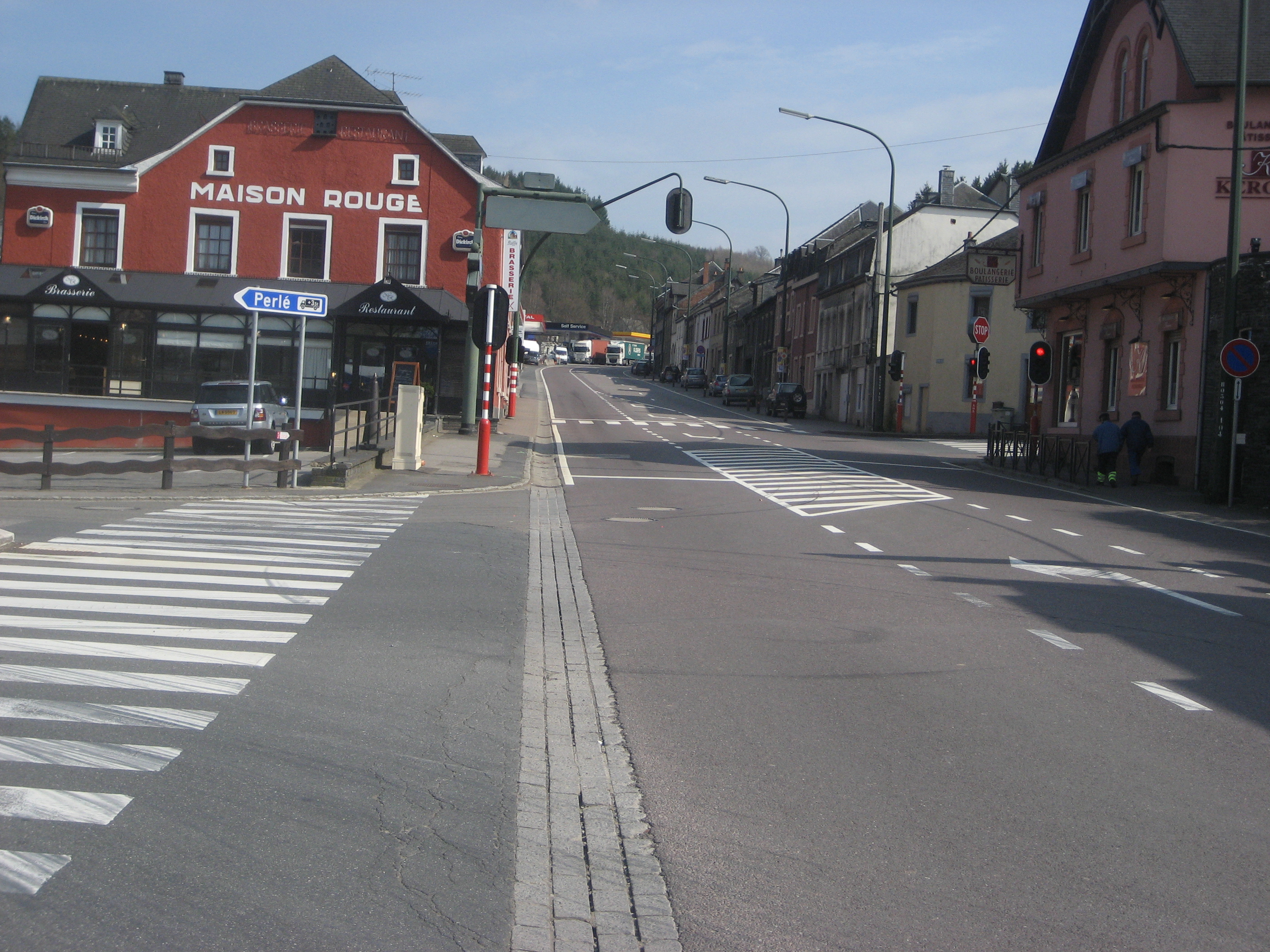
Đường phố và các nhà ở phía phải thuộc Bỉ, nhà đỏ và trạm xăng thuộc Luxembourg.

Martelange là một đô thị của Bỉ. Đô thị này nằm ở tỉnh Luxembourg, vùng Wallonie, Bỉ.
Ngày 1 tháng 1 năm 2007, đô thị này có dân số 1584 người, diện tích 29,67 km², với mật độ dân số 53,4 người trên mỗi km².